# Sabium
Sabium ou Sabum foi o terceiro rei da Babilônia. Reinou entre 1 781 a.C. até 1 767 a.C. e era filho de Samulael. Sabium invadiu a cidade de Cazalu e forçou a Sim-Magir, o rei de Isim, e ao rei de Uruque reconhecer a sua soberania. Depois disso, ele enfrentou e pelejou contra Larsa, o reino mais poderoso do país liderado por Uarade-Sim. Ele foi sucedido por seu filho Apil-Sim após a sua morte.